# FA Cup 1872-73
Football Association Challenge Cup 1872-73 var den anden udgave af Football Association Challenge Cup, nu til dags bedre kendt som FA Cup. Seksten af The FA's medlemsklubber var tilmeldt turneringen, der blev afviklet som en cupturnering. To af klubberne trak sig imidlertid inden den første kamp, så turneringen fik deltagelse af 14 klubber – to mere end året før. Den første kamp blev spillet den 19. oktober 1872, og finalen blev afviklet den 29. marts 1873 på Lillie Bridge Grounds i London, hvor Wanderers FC vandt 2-0 over Oxford University AFC på mål af Arthur Kinnaird og Charles Wollaston.

## Resultater

### Første runde
Første runde blev spillet i perioden 19. – 26. oktober 1872 og havde deltagelse af 14 af de 16 tilmeldte hold, idet de forsvarende mestre Wanderers FC først trådte ind i turneringen i finalen, mens Queen's Park FC først trådte ind i turneringen i semifinalen. 
| Dato   | Kamp                                      | Res. | Tilskuere |
| ------ | ----------------------------------------- | ---- | --------- |
| 19.10. | Barnes FC – South Norwood FC              | 0–1  | 1.200     |
| 26.10. | Maidenhead FC – Marlow FC                 | 1–0  | 1.390     |
| 26.10. | Reigate Priory FC – Windsor Home Park FC  | 2–4  | 0.800     |
| 26.10. | Civil Service FC – Royal Engineers AFC    | 0–3  | 1.000     |
| 26.10. | Upton Park FC – 1st Surrey Rifles FC      | 0–2  | 1.500     |
| 26.10. | Crystal Palace FC – Oxford University AFC | 2–3  | 1.459     |
| –      | Clapham Rovers FC – Hitchin FC            | w.o. |           |

### Anden runde
Anden runde blev spillet den 23. november – 7. december 1872 og havde deltagelse af de syv hold, der var gået videre fra første runde. På grund af det ulige antal deltagere, blev Royal Engineers AFC oversiddere og gik dermed direkte videre til tredje runde.
| Dato   | Kamp                                      | Res.  | Tilskuere |
| ------ | ----------------------------------------- | ----- | --------- |
| 23.11. | Clapham Rovers FC – Oxford University AFC | 0–3   | 1.562     |
| 23.11. | 1st Surrey Rifles FC – Maidenhead FC      | 0–3   | 700       |
| 23.11. | South Norwood FC – Windsor Home Park FC   | [ 1 ] | 800       |
| Omkamp |                                           |       |           |
| 7.12.  | Windsor Home Park FC – South Norwood FC   | 3–0   | 800       |

### Tredje runde
Tredje runde havde deltagelse af fire hold og blev afviklet i perioden 9. – 21. december 1872, hvor holdene spillede om de to ledige pladser i kvartfinalen.
| Dato   | Kamp                                        | Res. | Tilskuere |
| ------ | ------------------------------------------- | ---- | --------- |
| 9.12.  | Windsor Home Park FC – Maidenhead FC        | 0–1  | 900       |
| 21.12. | Oxford University AFC – Royal Engineers AFC | 1–0  | 800       |

### Kvartfinale
Kvartfinalen havde deltagelse af de to vindere fra tredje runde og blev afviklet den 3. februar 1873. Holdene spillede om én ledig plads i semifinalen
| Dato | Kamp                                  | Res. | Tilskuere |
| ---- | ------------------------------------- | ---- | --------- |
| 3.2. | Oxford University AFC – Maidenhead FC | 4–0  | 800       |

### Semifinale
Semifinalen skulle have været spillet mellem Queen's Park FC og Oxford University FC, men det skotske hold meldte afbud, hvilket sendte universitetsholdet direkte i finalen.
| Dato | Kamp                                    | Res. | Tilskuere |
| ---- | --------------------------------------- | ---- | --------- |
| –    | Oxford University AFC – Queen's Park FC | w.o. |           |

### Finale
Finalen blev ledet af dommeren Alfred Stair fra Upton Park FC. Det beskedne tilskuertal til finalen skyldtes angiveligt, at kaproningskonkurrencen mellem Oxford og Cambridge blev afholdt samme dag.
| Dato  | Kamp                                 | Res. | Tilskuere | Spillested                    |
| ----- | ------------------------------------ | ---- | --------- | ----------------------------- |
| 29.3. | Wanderers FC – Oxford University AFC | 2–0  | 3.000     | Lillie Bridge Grounds, London |